# Manuel Ávila Camacho
Pour les articles homonymes, voir Camacho.
Manuel Ávila Camacho, né le 24 avril 1897 à Teziutlán, à Puebla (Mexique), et mort le 13 octobre 1955 à Mexico (Mexique), est le président du Mexique de 1940 à 1946,.

## Biographie
Membre du Parti révolutionnaire institutionnel (connu alors sous le nom de Parti de la Révolution mexicaine, PRM) il est Président du Mexique du 1er décembre 1940 à 1946 et à ce titre déclare la guerre à l'Axe pendant la Seconde Guerre mondiale. Il opère un net virage à droite. Le soutien aux couches populaires est remplacé par la recherche de l’harmonie sociale et de l’unité nationale. 
Les distributions de terres sont freinées, les relations avec la Confederación de Trabajadores de México (CTM) se dégradent, alors que son secrétaire général Lombardo est remplacé par Fidel Velázquez, un modéré. Àvila Camacho mène une politique de « bon voisinage » avec les États-Unis, impliquant une coopération commerciale et militaire.

## Mandat électif
1940 - 1946 : Président du Mexique